# Maxine Doyle
Maxine Doyle (San Francisco, 1º gennaio 1912 – Woodland Hills, 7 maggio 1973) è stata un'attrice e cantante statunitense.

## Biografia
A 12 anni iniziò a lavorare per la compagnia di rivista Fanchon e Marco, dove già lavorava la sorella maggiore Bernice. Cantante e ballerina, per diversi anni girò in tour per gli Stati Uniti divenendo, nei primi anni trenta, presentatrice all'Earle Theatre di Washington, dove nel 1933 fu contattata da un agente della Warner Bros. che la introdusse a Hollywood.
Dopo aver recitato una ventina di film, nel 1937 conobbe il regista William Witney sul set di SOS Coast Guard e si sposarono a Las Vegas il 5 aprile 1938. Passò alla Republic Pictures, recitando un'altra ventina di film, in gran parte western. Nel 1946, quando rimase incinta del figlio John, lasciò il cinema.
Morì nel 1973 a causa di un cancro, e fu sepolta nel Forest Lawn Memorial Park di Glendale.

## Filmografia parziale
- Un grullo in bicicletta (1934)
- Babbitt (1934)
- The Mystery Man (1935)
- Born to Gamble (1935)
- Taming the Wild (1936)
- Rio Grande Romance (1936)
- Come on, Cowboys (1937)
- SOS Coast Guard (1937)
- Raiders of Sunset Pass (1943)
- Sing, Neighbor, Sing (1943)
- San Fernando Valley (1944)